# 大富國正
大富 國正（おおとみ くにまさ、1938年2月5日 - ）は、日本の実業家。株式会社エキスプレス代表取締役会長、株式会社エイ・アイ・シー代表取締役社長、株式会社ラヴス代表取締役会長、株式会社エキスプレススポーツ代表取締役会長。滋賀県大津市出身。

## 経歴
1961年（昭和36年）9月21日、テレビ番組の制作・技術協力などを行うプロダクション・株式会社エキスプレス設立、代表取締役社長に就任（現職会長）。テレビ中継車システムを導入。
1975年（昭和50年）2月、テレビ番組の美術作業（ヘアメイク）、ヘアメイクアーティストのマネージメントとプロモート業務をする株式会社エイ・アイ・シー設立、代表取締役社長に就任。
1985年（昭和60年）7月6日、映像・音響・照明・イベント・ホール運営する株式会社ラヴス設立、代表取締役社長に就任（現職会長）
2007年（平成19年）4月2日、日本で唯一のスポーツ専業制作プロダクション・株式会社エキスプレススポーツ設立、代表取締役社長に就任（現職会長）
2008年（平成20年）1月10日、テレビ番組・コマーシャル・ビデオパッケージなどの編集、MAやスポーツ中継などのスローVTRでおなじみの中継ハイライト編集・リプレイ制作に関する業務を行うポストプロダクション・株式会社キャロット設立、代表取締役社長に就任。
2014年（平成26年）、太陽光を利用したビニールハウスの水耕栽培による野菜の栽培プロジェクトを大阪湾の人工島、舞洲（まいしま）でスタートさせた。エキスプレスを退職した再雇用の社員と障がい者が一緒に働く場所でもあり、農業と福祉を連携させた新規事業。

## 人物
息子の擴平は株式会社エキスプレス代表取締役社長、將司は常務取締役を務める。

## 作品

### 映画
- 白い船（2002年7月6日公開、配給：ゼアリズエンタープライズ） - 製作[8]
- ミラクルバナナ（2006年9月16日公開、配給：ミラクルバナナ製作委員会） - 製作総指揮[8]
- ロマンスドール（2020年1月24日公開、配給：KADOKAWA） - 製作[8]
- マイ・ブロークン・マリコ（2022年9月30日公開、配給：ハピネットファントム・スタジオ、KADOKAWA） - 製作[8]

## 出演

### 雑誌
- 『放送界』（マスコミ研究会） - 「表紙の人 大富國正エキスプレス社長のすべて〔含 直撃インタビュー〕」　※ 表紙[9]
- 『関西経協』（関西経営者協会） - 「出会い」[10]
- 『月刊放送ジャーナル』（放送ジャーナル社） - 「よりクォリティの高いチャンネルに」[11]
- 『財界』（財界研究所） - 「英会話・交通情報で日本有数のデジタル放送めざす」[12]
- 『月刊・映画テレビ技術』（日本映画テレビ技術協会） - 「お陰様で創立55周年」[13]